# Michael Christian Festing
Michael Christian Festing, född 29 november 1705, död 24 juli 1752, var en engelsk violinist och tonsättare.

## Biografi
Michael Christian Festing föddes 1705 i London. Möjligen hade släkten Festing band till Gros Festin, nära Stralsund i Mecklenburg-Vorpommern i Tyskland. Hans bror John, flöjtist och oboist, är sannolikt den irriterade musiker som porträtteras i William Hogarths målning The Enraged Musician (1741, finns vid Tate Britain, London).

Förstafiolstämman till Michael Christian Festings triosonat i g-moll, op. 6 nr. 6. Utgiven för John Johnson, London (första utgåva 1742). Ur Utile Dulcis notsamling, vid Musik- och teaterbiblioteket.

Festing studerade violin för Richard Jones och sedermera för den berömde violinvirtuosen Francesco Geminiani. Han gjorde sin officiella debut den 6 mars 1723, vid en konsert på Hickford's Room i London. En kort tid efter konsertdebuten mötte den unge Thomas Arne Festing på Her Majesty's Theatre och musikhistorikern Charles Burney beskriver att Arne hade smugit sig in i teatern klädd som en hyrkusk, för att få tillgång till den förnäma partitursamlingen av musik som fanns där. Arne började efter detta studera såväl violin som komposition för Festing.
I mitten av 1720-talet började Festing att komponera, till att börja med främst musik för violin men senare även verk för orkester, sånger, och i mindre omfattning också kyrko- samt skådespelsmusik. 1726 är första gången Festings kompositioner omnämns i skrift, då i en konsertannons. Vid samma tidpunkt bidrog också Festing till att instifta The Academy of Ancient Music, tillsammans med kompositörer som William Croft och Giovanni Bononcini. Festing förblev aktiv på konsertscenerna i London och han blev den 4 november 1726 utnämnd till ersättare för James Moore som medlem i King's Music. Anställningen vid hovet ledde också bland annat till att tre av Festings egenhändigt komponerade menuett-sviter framfördes vid kung George II:s och drottning Carolines respektive födelsedagsfiranden. Festing är också känd för flera soloframträdanden i London, i synnerhet vid York Buildings på Villiers Street 1729.
1730 lät Festing publicera sin första sonatsamling, Twelve Solos for a Violin och Thourough Bass op. 1, dedicerade till The Earl of Plymouth. 1993 upptäcktes ett manuskript innehållande tre sonater ur Festings opus 4 och denna källa, daterat till 1730, anses vara särskilt intressant eftersom den tros ha tillhört en av Festings elever. Festing utnämndes 1737 till ledare för orkestern vid italienska operan i London. Året därpå grundade han, tillsammans med Edward Purcell (Henry Purcells äldste son), Thomas Arne, William Boyce, Johann Christoph Pepusch, och Georg Friedrich Händel, the Fund for the Support of Decay'd Musicians and their Families, sedermera känd som the Royal Society of Musicians, och Festing arbetade själv som ständig sekreterare.
1742 utsågs Festing till direktör för the Ranelagh Gardens, i samband med institutionens instiftande. Inom ramen för sin tjänst komponerade han för, samt ledde husensemblen fram till sin död 1752. Han hade fyra barn och en av sönerna (Michael född 1725) gifte sig med Maurice Greenes dotter Katherine.

## Verk
Festing har komponerat violinsonater, menuetter, solokonserter, kammarmusik, verk för diverse soloinstrument, kantater, sånger, catch och oden. Hans musik kännetecknas av oväntade modulationer. Han använder sig dessutom av plötsliga tonartsförändringar i heltonssteg något som kan jämföras med spansk tradition, exempelvis musik av Domenico Scarlatti.
Festings tidiga verk präglas av barockens stilideal medan de senare övergår mer i den galanta stilen, vilken i sin tur kom att influera den tidiga klassicismen. De tidigaste verken består uteslutande av instrumentalmusik och Festing tillämpar i dessa för barocken typiska stilelement såsom ostinatobas, kanonteknik  och andra imiterande satsformer. Paralleller kan dras mellan Francesco Geminiani och Festings tidiga verk, även om de sistnämnda är något mer experimentella. Som exempel på likheter kan nämnas virtuosa och utförligt noterad ornamentik samt stråksättning, fraseringsanvisningar och ornamentik i basstämmor (särskilt i triosonater).
Efter utnämnandet till direktör för Ranelagh Gardens 1742 började Festing alltmer ägna sig åt komposition av vokalverk, även om han under sin karriär fortsatte att skriva sonater och orkesterverk. Tidigare under sin bana hade Festing endast skrivit en handfull vokala kompositioner, då särskilt ämnade att framföras vid the Apollo Academy under 1730-talet. Vid Ranelagh blev han särskilt uppskattad för sina oden och kantater som särskiljer sig genom användandet av utförliga arior, underfundig orkestrering och dramatiska musikaliska gester som uppfattades som mer typiskt engelska till sin karaktär än den mer gängse italienska traditionen. Särskilt intressant är hans Ode on St Cecilia's Day som uppvisar tydliga spår Händels oratorium Alexander ' s Feast, samt hans Ode on the Return of ... The Duke of Cumberland varav den senare begagnar sig av full orkester inklusive pukor, trumpeter, oboer och horn. Av de sånger som framfördes vid Ranelagh finns likheter med sånger av John Stanley. En komplett utgåva av Michael Christian Festings samlade verk har editerats av Richard Divall.